# Parafia Trójcy Przenajświętszej w Drohiczynie
Parafia pw. Trójcy Przenajświętszej w Drohiczynie (Katedralna) – rzymskokatolicka parafia należąca do dekanatu Drohiczyn, diecezji drohiczyńskiej, metropolii białostockiej.

## Historia
Parafia powstała około XIII wieku.

## Obszar parafii
W granicach parafii znajdują się miejscowości:

- Bujaki,
- Chrołowice,
- Chutkowice,
- Drohiczyn,
- Klekotowo,
- Kłyzówka,
- Koczery,
- Lisowo-Janówek,
- Minczewo,
- Ogrodniki,
- Runice,
- Sady,
- Sieniewice,
- Sytki,
- Tonkiele,
- Wólka Zamkowa
- Zajęczniki.

## Miejsca święte

### Kościoły filialne i kaplice
- kościół filialny pw. Wniebowzięcia Najświętszej Maryi Panny (pofranciszkański)
- kościół Panien Benedyktynek pw. Wszystkich Świętych
- kaplica pw. Matki Bożej Częstochowskiej w Bujakach
- kaplica pw. Matki Bożej Fatimskiej w Chrołowicach
- kaplica pw. Miłosierdzia Bożego w Minczewie